# Davy Willems
Davy Willems is een Belgisch voormalig inline-skater.

## Levensloop
Willems behaalde zilver op het wereldkampioenschap (piste) van 1993 in het Amerikaanse Colorado Springs op het onderdeel '500 meter'. Daarnaast behaalde hij brons op het onderdeel '10.000 meter relay' op het WK (piste) van 1994 in het Franse Gujan-Mestras, alsook verschillende ereplaatsen op Europese kampioenschappen.

## Palmares

### Weg
- Europese kampioenschappen
  - 1995 in het Portugese Praia da Vitória
    -  op de 1.500 meter tijdrijden

### Piste
- Europese kampioenschappen
  - 1993 in het Franse Valence d'Agen
    -  op de 10.000 meter relay

  - 1994 in het Spaanse Baranain
    -  op de 1.500 meter

  - 1997 in het Italiaanse Roseto degli Abruzzi
    -  op de 1.500 meter tijdrijden

- Wereldkampioenschappen
  - 1993 in het Amerikaanse Colorado Springs
    -  op de 500 meter

  - 1994 in het Franse Gujan-Mestras
    -  op de 10.000 meter relay